# Cliché (Hush Hush)
Pour les articles homonymes, voir Cliché (homonymie).
Albums de Alexandra Stan
Saxobeats
(2011) Unlocked
(2014)
Singles
1. Lemonade
Sortie : 12 juin 2012
2. Cliché (Hush Hush)
Sortie : 3 octobre 2012
3. All My People
Sortie : 1er mai 2013

Cliché (Hush Hush) est la réédition du premier album studio de l'auteure-interprète roumaine Alexandra Stan, Saxobeats. La réédition sort comme téléchargement digital le 2 octobre 2013 par Maan Studio, et la version deluxe est faite disponible en téléchargement digital et en CD le 23 octobre par Victor Entertainment.
La réédition est promue par la sortie de trois singles : Lemonade, Cliché (Hush Hush) et All My People. Le premier single est certifié or par la Federation of the Italian Music Industry, tandis que les deux suivants connaissent un succès modéré en Italie et au Japon.
Commercialement, Cliché (Hush Hush) se positionne 53e dans l'Oricon Albums Chart, se vendant au Japon à plus de 6100 copies.

## Développement
En juin 2013, alors que Stan et Marcel Prodan, son manager, voyagent en voiture entre Constanța et Valu lui Traian, ils sont stoppés par des policiers les ayant vus se battre au volant. La chanteuse est dès lors transportée à l'hôpital. Les producteurs de la chanteuse annoncent sur sa page Facebook que Stan a été impliqué dans un accident de la route, mais celle-ci apparaît ensuite à la télévision nationale roumaine, montrant de nombreuses blessures au visage, témoignant de l'agression. Elle y explique que les violences survenues entre les deux collaborateurs ont explosé après qu'elle a demandé son revenu à Prodan, s'énervant et la frappant. Stan porte plainte contre lui pour chantage et dommages corporels. Il écope finalement de sept mois de condamnation avec sursis.

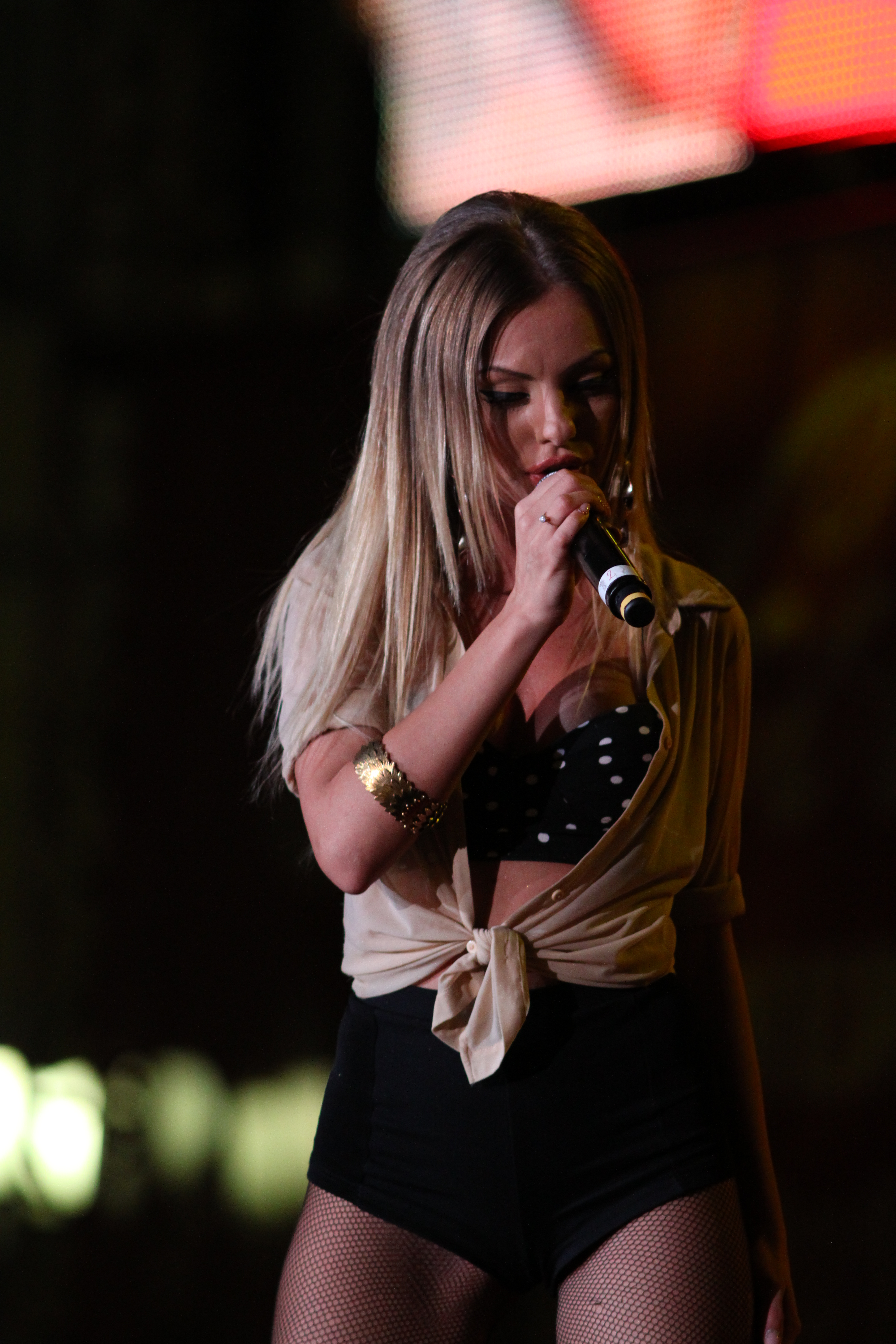
Stan en concert à Sofia, en Bulgarie, en 2012.

À la suite de l'agression, Stan repousse la sortie de son second album studio, qui était à l'origine censé contenir les trois titres inédits que l'on retrouve sur Cliché (Hush Hush). En effet, ils étaient tous trois sortis comme singles du prochain album de la chanteuse. La réédition de Saxobeats est rendue disponible au Japon le 2 octobre 2013 — c'est la dernière œuvre de Stan qui sort sur le label Maan Studio, qu'elle quitte après l'agression.

## Promotion
Lemonade sert de premier single à la réédition en sortant le 12 juin 2012, que les critiques musicaux comparent aux travaux de Ace of Base, Britney Spears, Lady Gaga et Kelis. Ce premier singe connaît le succès commercial en Europe et au Japon, se classant 1er en Bulgarie, et entrant dans le top 40 de Hongrie, Italie, Japon et Slovaquie, certifié or par la Federation of the Italian Music Industry (FIMI) en s'étant vendu à 15 000 copies en Italie.
Le deuxième single choisi est la chanson éponyme de la réédition, Cliché (Hush Hush). Il sort le 3 octobre, le lendemain de la sortie de la réédition, et se positionne  11e du Japan Hot 100, et 50e de la FIMI.
Le troisième et dernier single se nomme All My People, en featuring avec le personnage fictif de Prodan, Manilla Maniacs. Paraissant le 1er mai 2013, le titre connaît un succès modéré en Italie et au Japon, entrant dans le top 60 des deux pays. Les critiques comparents le vidéoclip illustrant le single à ceux de Madonna, et sa chorégraphie à celles de Michael Jackson dans les années 1980.

## Liste des pistes
Version standard
| No | Titre                                                        | Auteur                          | Durée |
| -- | ------------------------------------------------------------ | ------------------------------- | ----- |
| 1. | Cliché (Hush Hush)                                           | Marcel Prodan, Andrei Nemirschi | 3:24  |
| 2. | All My People (featuring Manilla Maniacs)                    | Marcel, Nemirschi               | 3:19  |
| 3. | Lemonade                                                     | Marcel, Nemirschi               | 3:31  |
| 4. | Cliché (Hush Hush) (Manilla Maniacs Edit)                    | Marcel, Nemirschi               | 3:51  |
| 5. | All My People (featuring Manilla Maniacs) (Extended Version) | Marcel, Nemirschi               | 4:19  |
| 6. | Lemonade (Cahill Edit)                                       | Marcel, Nemirschi               | 3:04  |
| 7. | Cliché (Hush Hush) (Acoustic Version)                        | Marcel, Nemirschi               | 3:24  |

Version deluxe
| No  | Titre                                              | Auteur                                | Durée |
| --- | -------------------------------------------------- | ------------------------------------- | ----- |
| 1.  | Mr. Saxobeat                                       | Prodan, Nemirschi                     | 3:15  |
| 2.  | Ting-Ting                                          | Marcel, Nemirschi                     | 3:55  |
| 3.  | Lollipop (Param Pam Pam)                           | Marcel, Nemirschi                     | 3:54  |
| 4.  | Crazy                                              | Marcel, Nemirschi                     | 3:29  |
| 5.  | Get Back (ASAP)                                    | Marcel, Nemirschi                     | 3:29  |
| 6.  | 1.000.000 (featuring Carlprit)                     | Marcel, Nemirschi, Marcian Alin Soare | 3:18  |
| 7.  | Show Me the Way                                    | Marcel, Nemirschi                     | 3:42  |
| 8.  | Bitter-Sweet                                       | Marcel, Nemirschi                     | 3:36  |
| 9.  | Mr. Saxobeat (Maan Studio Remix)                   | Marcel, Nemirschi                     | 3:41  |
| 10. | Lollipop (Param Pam Pam) (Club Version)            | Marcel, Nemirschi                     | 3:20  |
| 11. | Get Back (ASAP) (Maan Studio Remix)                | Marcel, Nemirschi                     | 4:27  |
| 12. | Mr. Saxobeat (Extended Version)                    | Marcel, Nemirschi                     | 4:16  |
| 13. | Get Back (ASAP) (Extended Version)                 | Marcel, Nemirschi                     | 4:27  |
| 14. | 1.000.000 (featuring Carlprit) (Maan Studio Remix) |                                       |       |

## Classement dans les palmarès
| Classement (2013) | Meilleure position |
| ----------------- | ------------------ |
| Japon (Oricon)    | 53                 |